# Campeonato de Primera C 2021 (Argentina)
El Campeonato de Primera C 2021, oficialmente Campeonato de Primera División C 2021, fue la octogésima novena temporada del torneo y la trigésima sexta como cuarta categoría del fútbol argentino, en el orden de los clubes directamente afiliados a la AFA. 
Los nuevos participantes fueron Claypole, campeón de la Primera D 2020, que regresó al certamen después de su última participación en la temporada 1997-98, y Atlas, ganador del segundo ascenso, que hizo su debut en la categoría.
El torneo consagró campeón por primera vez a Dock Sud, tras vencer por 2 a 0 en el segundo partido y en el global de la final a Berazategui, y obtuvo el primer ascenso a la Primera B. El ganador del torneo reducido por el segundo ascenso fue para Ituzaingó.

## Ascensos y descensos
| Descendidos de la Primera B 2020 |
| -------------------------------- |
| No hubo                          |

| Posición      | Ascendidos de la Primera D 2020 |
| ------------- | ------------------------------- |
| Campeón       | Claypole                        |
| Gan. 2.º asc. | Atlas                           |

| Posición      | Ascendidos a la Primera B 2021 |
| ------------- | ------------------------------ |
| Campeón       | Cañuelas                       |
| Gan. 2.º asc. | Deportivo Merlo                |

| Descendidos de la Primera B 2020 |
| -------------------------------- |
| No hubo                          |

## Equipos participantes
| Equipo              | Ciudad            | Estadio                         | Capacidad |
| ------------------- | ----------------- | ------------------------------- | --------- |
| Argentino           | Merlo             | Merlo                           | 11 000    |
| Atlas               | General Rodríguez | Ricardo Puga                    | 2500      |
| Berazategui         | Berazategui       | Norman Lee                      | 5500      |
| Central Córdoba     | Rosario           | Gabino Sosa                     | 18 000    |
| Claypole            | Claypole          | Rodolfo Capocasa                | 3000      |
| Deportivo Español   | Buenos Aires      | Nueva España                    | 32 500    |
| Deportivo Laferrere | Laferrere         | Ciudad de Laferrere             | 13 000    |
| Dock Sud            | Dock Sud          | De los Inmigrantes              | 8200      |
| El Porvenir         | Gerli             | Gildo Francisco Ghersinich      | 14 000    |
| Excursionistas      | Buenos Aires      | Excursionistas                  | 7200      |
| Ferrocarril Midland | Libertad          | Ciudad de Libertad              | 6000      |
| General Lamadrid    | Buenos Aires      | Enrique Sexto                   | 3500      |
| Ituzaingó           | Ituzaingó         | Carlos Alberto Sacaan           | 5000      |
| Leandro N. Alem     | General Rodríguez | Leandro N. Alem                 | 4000      |
| Luján               | Luján             | Municipal de la Ciudad de Luján | 4000      |
| Real Pilar          | Pilar             | Carlos Barraza                  | 10 000    |
| San Martín          | Burzaco           | Francisco Boga                  | 6500      |
| Sportivo Italiano   | Ciudad Evita      | República de Italia             | 7000      |
| Victoriano Arenas   | Buenos Aires      | Saturnino Moure                 | 1500      |

|  |

### Distribución geográfica de los equipos
| Región                                   | Cant. | Equipos |
| ---------------------------------------- | ----- | --- |
| Conurbano bonaerense                     | 11    | Argentino de Merlo, Berazategui, Claypole, Deportivo Laferrere, Dock Sud, El Porvenir, Ituzaingó, Midland, San Martín (B), Sportivo Italiano y Victoriano Arenas |
| Interior de la provincia de Buenos Aires | 4     | Atlas, Leandro N. Alem, Luján y Real Pilar |
| Ciudad de Buenos Aires                   | 3     | Deportivo Español, Excursionistas y General Lamadrid |
| Ciudad de Rosario                        | 1     | Central Córdoba |

## Formato

### Ascensos
Los participantes se enfrentaron en dos ruedas por el sistema de todos contra todos. Ambas constituyeron dos fases separadas, llamadas Torneo Apertura y Torneo Clausura, que clasificaron a los respectivos ganadores a una final, a dos partidos, que consagró al campeón, que obtuvo el ascenso a la Primera B. Habrá un segundo ascendido, que se definirá por un torneo reducido por eliminación directa, en el que participaron los seis mejores puestos de la tabla general, excluidos los clasificados a la final, y el perdedor de la misma.

### Descensos
Fueron suspendidos en todas las categorías en la temporada 2021.

### Clasificación a la Copa Argentina 2022
Los equipos que ocuparon los cuatro primeros puestos de la tabla general de posiciones de la temporada, participarán de los Treintaidosavos de final de la Copa Argentina 2022.

## Torneo Apertura

### Tabla de posiciones final
| Pos. | Equipo              | Pts. | PJ | PG | PE | PP | GF | GC | Dif. |
| ---- | ------------------- | ---- | -- | -- | -- | -- | -- | -- | ---- |
| 1.º  | Dock Sud            | 38   | 18 | 11 | 5  | 2  | 22 | 10 | 12   |
| 2.º  | Central Córdoba (R) | 35   | 18 | 9  | 8  | 1  | 14 | 5  | 9    |
| 3.º  | Deportivo Laferrere | 30   | 18 | 7  | 9  | 2  | 29 | 20 | 9    |
| 4.º  | Argentino de Merlo  | 29   | 18 | 8  | 5  | 5  | 30 | 23 | 7    |
| 5.º  | Atlas               | 27   | 18 | 6  | 9  | 3  | 23 | 15 | 8    |
| 6.º  | Real Pilar          | 27   | 18 | 6  | 9  | 3  | 22 | 15 | 7    |
| 7.º  | Excursionistas      | 27   | 18 | 8  | 3  | 7  | 27 | 21 | 6    |
| 8.º  | Ituzaingó           | 27   | 18 | 7  | 6  | 5  | 20 | 19 | 1    |
| 9.º  | Luján               | 25   | 18 | 5  | 10 | 3  | 16 | 12 | 4    |
| 10.º | Sportivo Italiano   | 25   | 18 | 5  | 10 | 3  | 26 | 24 | 2    |
| 11.º | El Porvenir         | 21   | 18 | 6  | 3  | 9  | 15 | 20 | −5   |
| 12.º | General Lamadrid    | 20   | 18 | 5  | 5  | 8  | 9  | 18 | −9   |
| 13.º | San Martín (B)      | 19   | 18 | 4  | 7  | 7  | 21 | 26 | −5   |
| 14.º | Ferrocarril Midland | 19   | 18 | 5  | 4  | 9  | 18 | 24 | −6   |
| 15.º | Berazategui         | 18   | 18 | 4  | 6  | 8  | 20 | 23 | −3   |
| 16.º | Claypole            | 17   | 18 | 2  | 11 | 5  | 11 | 17 | −6   |
| 17.º | Victoriano Arenas   | 17   | 18 | 4  | 5  | 9  | 19 | 26 | −7   |
| 18.º | Deportivo Español   | 16   | 18 | 4  | 4  | 10 | 11 | 19 | −8   |
| 19.º | Leandro N. Alem     | 14   | 18 | 3  | 5  | 10 | 11 | 27 | −16  |

|  | Ganador. Clasificado a la final por el título de campeón. |

#### Evolución de las posiciones
| Equipo / Fecha      | 1    | 2    | 3    | 4    | 5    | 6    | 7    | 8    | 9    | 10   | 11   | 12   | 13   | 14   | 15   | 16   | 17   | 18   | 19   |
| ------------------- | ---- | ---- | ---- | ---- | ---- | ---- | ---- | ---- | ---- | ---- | ---- | ---- | ---- | ---- | ---- | ---- | ---- | ---- | ---- |
| Argentino de Merlo  | 3.º  | 2.º  | 2.º  | 2.º  | 4.º  | 2.º  | 4.º  | 7.º  | 4.º  | 6.º  | 5.º  | 6.º  | 5.º  | 3.º  | 2.º  | 3.º  | 3.º  | 4.º  | 4.º  |
| Atlas               | -    | 6.º  | 5.º  | 3.º  | 6.º  | 6.º  | 3.º  | 3.º  | 5.º  | 5.º  | 4.º  | 2.º  | 3.º  | 6.º  | 6.º  | 5.º  | 6.º  | 6.º  | 5.º  |
| Berazategui         | 4.º  | 4.º  | 3.º  | 9.º  | 14.º | 8.º  | 5.º  | 5.º  | 7.º  | 8.º  | 10.º | 11.º | 13.º | 15.º | 15.º | 16.º | 14.º | 14.º | 15.º |
| Central Córdoba (R) | -    | 13.º | 8.º  | 5.º  | 2.º  | 1.º  | 2.º  | 2.º  | 2.º  | 2.º  | 1.º  | 1.º  | 1.º  | 1.º  | 3.º  | 2.º  | 2.º  | 2.º  | 2.º  |
| Claypole            | 15.º | 14.º | 13.º | 17.º | 18.º | 18.º | 18.º | 16.º | 16.º | 15.º | 15.º | 17.º | 18.º | 18.º | 16.º | 15.º | 17.º | 17.º | 16.º |
| Deportivo Español   | 8.º  | 2.º  | 3.º  | 9.º  | 12.º | 15.º | 15.º | 13.º | 17.º | 17.º | 16.º | 14.º | 16.º | 16.º | 17.º | 17.º | 16.º | 18.º | 18.º |
| Deportivo Laferrere | 4.º  | 8.º  | 12.º | 6.º  | 8.º  | 9.º  | 6.º  | 6.º  | 3.º  | 4.º  | 6.º  | 4.º  | 4.º  | 4.º  | 4.º  | 4.º  | 5.º  | 3.º  | 3.º  |
| Dock Sud            | -    | 5.º  | 5.º  | 13.º | 7.º  | 4.º  | 7.º  | 4.º  | 6.º  | 3.º  | 2.º  | 3.º  | 2.º  | 2.º  | 1.º  | 1.º  | 1.º  | 1.º  | 1.º  |
| El Porvenir         | 8.º  | 12.º | 18.º | 14.º | 16.º | 11.º | 13.º | 10.º | 13.º | 9.º  | 11.º | 13.º | 10.º | 11.º | 12.º | 12.º | 10.º | 11.º | 11.º |
| Excursionistas      | 1.º  | 7.º  | 11.º | 7.º  | 5.º  | 7.º  | 9.º  | 8.º  | 8.º  | 12.º | 9.º  | 8.º  | 9.º  | 9.º  | 10.º | 11.º | 8.º  | 8.º  | 7.º  |
| Ferrocarril Midland | 2.º  | 1.º  | 1.º  | 1.º  | 3.º  | 5.º  | 8.º  | 9.º  | 12.º | 14.º | 14.º | 16.º | 15.º | 14.º | 14.º | 13.º | 15.º | 13.º | 14.º |
| General Lamadrid    | 16.º | 17.º | 19.º | 18.º | 19.º | 19.º | 19.º | 17.º | 18.º | 19.º | 18.º | 15.º | 14.º | 12.º | 9.º  | 9.º  | 11.º | 12.º | 12.º |
| Ituzaingó           | 16.º | 15.º | 9.º  | 4.º  | 1.º  | 3.º  | 1.º  | 1.º  | 1.º  | 1.º  | 3.º  | 5.º  | 6.º  | 5.º  | 5.º  | 6.º  | 4.º  | 5.º  | 8.º  |
| Leandro N. Alem     | 10.º | 11.º | 16.º | 15.º | 13.º | 13.º | 11.º | 12.º | 14.º | 16.º | 17.º | 18.º | 17.º | 17.º | 18.º | 18.º | 19.º | 19.º | 19.º |
| Luján               | 6.º  | 9.º  | 14.º | 18.º | 11.º | 12.º | 10.º | 11.º | 11.º | 11.º | 12.º | 12.º | 12.º | 10.º | 11.º | 10.º | 12.º | 9.º  | 9.º  |
| Real Pilar          | 10.º | 10.º | 14.º | 8.º  | 9.º  | 10.º | 12.º | 14.º | 10.º | 10.º | 8.º  | 9.º  | 8.º  | 8.º  | 8.º  | 7.º  | 7.º  | 7.º  | 6.º  |
| San Martín (B)      | 18.º | 18.º | 17.º | 15.º | 17.º | 17.º | 17.º | 18.º | 15.º | 13.º | 13.º | 10.º | 11.º | 13.º | 13.º | 14.º | 13.º | 15.º | 13.º |
| Sportivo Italiano   | 6.º  | 15.º | 7.º  | 12.º | 10.º | 14.º | 14.º | 15.º | 9.º  | 7.º  | 7.º  | 7.º  | 7.º  | 7.º  | 7.º  | 8.º  | 9.º  | 10.º | 10.º |
| Victoriano Arenas   | 19.º | 19.º | 10.º | 11.º | 15.º | 16.º | 16.º | 19.º | 19.º | 18.º | 19.º | 19.º | 19.º | 19.º | 19.º | 19.º | 18.º | 16.º | 17.º |

| 1. |

### Resultados
| Fecha 1             | Fecha 1   | Fecha 1             | Fecha 1                    | Fecha 1    | Fecha 1 |
| Local               | Resultado | Visitante           | Estadio                    | Fecha      | Hora    |
| ------------------- | --------- | ------------------- | -------------------------- | ---------- | ------- |
| Leandro N. Alem     | 0 - 0     | Real Pilar          | Leandro N. Alem            | 6 de marzo | 17:10   |
| Excursionistas      | 3 - 0     | Victoriano Arenas   | Excursionistas             | 6 de marzo | 17:10   |
| Ituzaingó           | 0 - 1     | Deportivo Laferrere | Carlos Alberto Sacaan      | 7 de marzo | 17:10   |
| San Martín (B)      | 1 - 3     | Ferrocarril Midland | Francisco Boga             | 7 de marzo | 17:10   |
| Sportivo Italiano   | 2 - 2     | Luján               | República de Italia        | 7 de marzo | 17:10   |
| El Porvenir         | 1 - 1     | Deportivo Español   | Gildo Francisco Ghersinich | 7 de marzo | 17:10   |
| Argentino de Merlo  | 2 - 1     | Claypole            | Merlo                      | 8 de marzo | 17:10   |
| Berazategui         | 1 - 0     | General Lamadrid    | Norman Lee                 | 8 de marzo | 17:10   |
| Central Córdoba (R) | 1 - 4     | Atlas               | Gabino Sosa                | 12 de mayo | 15:30   |
| Libre: Dock Sud     |           |                     |                            |            |         |

| Fecha 2             | Fecha 2   | Fecha 2             | Fecha 2             | Fecha 2     | Fecha 2 |
| Local               | Resultado | Visitante           | Estadio             | Fecha       | Hora    |
| ------------------- | --------- | ------------------- | ------------------- | ----------- | ------- |
| Deportivo Laferrere | 1 - 4     | Dock Sud            | Ciudad de Laferrere | 12 de marzo | 17:10   |
| Luján               | 0 - 0     | San Martín (B)      | Municipal de Luján  | 13 de marzo | 17:10   |
| Ferrocarril Midland | 0 - 0     | Central Córdoba (R) | Ciudad de Libertad  | 14 de marzo | 17:10   |
| Atlas               | 3 - 0     | Excursionistas      | Ricardo Puga        | 14 de marzo | 17:10   |
| Victoriano Arenas   | 1 - 1     | Berazategui         | Saturnino Moure     | 14 de marzo | 17:10   |
| Real Pilar          | 1 - 1     | Argentino de Merlo  | Carlos Barraza      | 14 de marzo | 17:10   |
| General Lamadrid    | 0 - 0     | Leandro N. Alem     | Enrique Sexto       | 15 de marzo | 17:10   |
| Claypole            | 3 - 3     | Ituzaingó           | Rodolfo Capocasa    | 15 de marzo | 17:10   |
| Deportivo Español   | 2 - 1     | Sportivo Italiano   | Nueva España        | 16 de marzo | 17:10   |
| Libre: El Porvenir  |           |                     |                     |             |         |

| Fecha 3                    | Fecha 3   | Fecha 3             | Fecha 3               | Fecha 3     | Fecha 3 |
| Local                      | Resultado | Visitante           | Estadio               | Fecha       | Hora    |
| -------------------------- | --------- | ------------------- | --------------------- | ----------- | ------- |
| Dock Sud                   | 0 - 0     | Claypole            | De los Inmigrantes    | 19 de marzo | 15:30   |
| Leandro N. Alem            | 1 - 2     | Victoriano Arenas   | Leandro N. Alem       | 20 de marzo | 15:30   |
| Berazategui                | 1 - 1     | Atlas               | Norman Lee            | 20 de marzo | 15:30   |
| Central Córdoba (R)        | 1 - 0     | Luján               | Gabino Sosa           | 20 de marzo | 15:30   |
| San Martín (B)             | 0 - 0     | Deportivo Español   | Francisco Boga        | 20 de marzo | 15:30   |
| Sportivo Italiano          | 2 - 0     | El Porvenir         | República de Italia   | 20 de marzo | 15:30   |
| Excursionistas             | 2 - 4     | Ferrocarril Midland | Excursionistas        | 20 de marzo | 17:00   |
| Ituzaingó                  | 2 - 1     | Real Pilar          | Carlos Alberto Sacaan | 21 de marzo | 15:30   |
| Argentino de Merlo         | 3 - 0     | General Lamadrid    | Merlo                 | 22 de marzo | 15:30   |
| Libre: Deportivo Laferrere |           |                     |                       |             |         |

| Fecha 4                  | Fecha 4   | Fecha 4             | Fecha 4            | Fecha 4     | Fecha 4 |
| Local                    | Resultado | Visitante           | Estadio            | Fecha       | Hora    |
| ------------------------ | --------- | ------------------- | ------------------ | ----------- | ------- |
| Luján                    | 1 - 3     | Excursionistas      | Municipal de Luján | 28 de marzo | 15:30   |
| Ferrocarril Midland      | 2 - 1     | Berazategui         | Ciudad de Libertad | 28 de marzo | 15:30   |
| Atlas                    | 2 - 0     | Leandro N. Alem     | Ricardo Puga       | 28 de marzo | 15:30   |
| General Lamadrid         | 1 - 3     | Ituzaingó           | Enrique Sexto      | 28 de marzo | 15:30   |
| Real Pilar               | 3 - 0     | Dock Sud            | Carlos Barraza     | 28 de marzo | 15:30   |
| Claypole                 | 0 - 3     | Deportivo Laferrere | Rodolfo Capocasa   | 28 de marzo | 15:30   |
| El Porvenir              | 1 - 0     | San Martín (B)      | Gildo Ghersinich   | 29 de marzo | 15:30   |
| Victoriano Arenas        | 3 - 3     | Argentino de Merlo  | Saturnino Moure    | 29 de marzo | 15:30   |
| Deportivo Español        | 1 - 2     | Central Córdoba (R) | Nueva España       | 30 de marzo | 15:30   |
| Libre: Sportivo Italiano |           |                     |                    |             |         |

| Fecha 5             | Fecha 5   | Fecha 5             | Fecha 5               | Fecha 5    | Fecha 5 |
| Local               | Resultado | Visitante           | Estadio               | Fecha      | Hora    |
| ------------------- | --------- | ------------------- | --------------------- | ---------- | ------- |
| Ituzaingó           | 3 - 1     | Victoriano Arenas   | Carlos Alberto Sacaan | 3 de abril | 15:30   |
| Argentino de Merlo  | 0 - 0     | Atlas               | Merlo                 | 3 de abril | 15:30   |
| Berazategui         | 1 - 3     | Luján               | Norman Lee            | 3 de abril | 15:30   |
| Excursionistas      | 1 - 0     | Deportivo Español   | Excursionistas        | 3 de abril | 15:30   |
| Central Córdoba (R) | 2 - 0     | El Porvenir         | Gabino Sosa           | 3 de abril | 15:30   |
| San Martín (B)      | 0 - 0     | Sportivo Italiano   | Francisco Boga        | 3 de abril | 15:30   |
| Deportivo Laferrere | 1 - 1     | Real Pilar          | Ciudad de Laferrere   | 4 de abril | 15:30   |
| Dock Sud            | 2 - 0     | General Lamadrid    | De los Inmigrantes    | 4 de abril | 15:30   |
| Leandro N. Alem     | 2 - 0     | Ferrocarril Midland | Leandro N. Alem       | 4 de abril | 15:30   |
| Libre: Claypole     |           |                     |                       |            |         |

| Fecha 6               | Fecha 6   | Fecha 6             | Fecha 6             | Fecha 6     | Fecha 6 |
| Local                 | Resultado | Visitante           | Estadio             | Fecha       | Hora    |
| --------------------- | --------- | ------------------- | ------------------- | ----------- | ------- |
| El Porvenir           | 1 - 0     | Excursionistas      | Gildo Ghersinich    | 9 de abril  | 15:30   |
| Luján                 | 0 - 0     | Leandro N. Alem     | Municipal de Luján  | 9 de abril  | 15:30   |
| Victoriano Arenas     | 1 - 2     | Dock Sud            | Saturnino Moure     | 9 de abril  | 15:30   |
| Sportivo Italiano     | 0 - 1     | Central Córdoba (R) | República de Italia | 10 de abril | 15:30   |
| Deportivo Español     | 0 - 3     | Berazategui         | Nueva España        | 10 de abril | 15:30   |
| Ferrocarril Midland   | 2 - 3     | Argentino de Merlo  | Ciudad de Libertad  | 10 de abril | 15:30   |
| Atlas                 | 0 - 0     | Ituzaingó           | Ricardo Puga        | 10 de abril | 15:30   |
| General Lamadrid      | 0 - 0     | Deportivo Laferrere | Enrique Sexto       | 10 de abril | 15:30   |
| Real Pilar            | 0 - 0     | Claypole            | Carlos Barraza      | 10 de abril | 15:30   |
| Libre: San Martín (B) |           |                     |                     |             |         |

| Fecha 7             | Fecha 7   | Fecha 7             | Fecha 7               | Fecha 7     | Fecha 7 |
| Local               | Resultado | Visitante           | Estadio               | Fecha       | Hora    |
| ------------------- | --------- | ------------------- | --------------------- | ----------- | ------- |
| Dock Sud            | 0 - 1     | Atlas               | De los Inmigrantes    | 13 de abril | 15:30   |
| Argentino de Merlo  | 1 - 3     | Luján               | Merlo                 | 13 de abril | 15:30   |
| Leandro N. Alem     | 1 - 0     | Deportivo Español   | Leandro N. Alem       | 13 de abril | 15:30   |
| Excursionistas      | 2 - 2     | Sportivo Italiano   | Excursionistas        | 13 de abril | 15:30   |
| Central Córdoba (R) | 0 - 0     | San Martín (B)      | Gabino Sosa           | 13 de abril | 15:30   |
| Claypole            | 1 - 1     | General Lamadrid    | Rodolfo Capocasa      | 14 de abril | 15:30   |
| Deportivo Laferrere | 3 - 1     | Victoriano Arenas   | Ciudad de Laferrere   | 14 de abril | 15:30   |
| Ituzaingó           | 2 - 1     | Ferrocarril Midland | Carlos Alberto Sacaan | 14 de abril | 15:30   |
| Berazategui         | 3 - 1     | El Porvenir         | Norman Lee            | 14 de abril | 15:30   |
| Libre: Real Pilar   |           |                     |                       |             |         |

| Fecha 8                    | Fecha 8   | Fecha 8             | Fecha 8             | Fecha 8     | Fecha 8 |
| Local                      | Resultado | Visitante           | Estadio             | Fecha       | Hora    |
| -------------------------- | --------- | ------------------- | ------------------- | ----------- | ------- |
| Sportivo Italiano          | 1 - 1     | Berazategui         | República de Italia | 17 de abril | 15:30   |
| El Porvenir                | 3 - 0     | Leandro N. Alem     | Gildo Ghersinich    | 17 de abril | 15:30   |
| San Martín (B)             | 4 - 4     | Excursionistas      | Francisco Boga      | 18 de abril | 15:30   |
| Deportivo Español          | 2 - 1     | Argentino de Merlo  | Nueva España        | 18 de abril | 15:30   |
| Luján                      | 0 - 1     | Ituzaingó           | Municipal de Luján  | 18 de abril | 15:30   |
| Ferrocarril Midland        | 0 - 2     | Dock Sud            | Ciudad de Libertad  | 18 de abril | 15:30   |
| Atlas                      | 2 - 2     | Deportivo Laferrere | Ricardo Puga        | 18 de abril | 15:30   |
| General Lamadrid           | 1 - 0     | Real Pilar          | Enrique Sexto       | 18 de abril | 15:30   |
| Victoriano Arenas          | 0 - 1     | Claypole            | Saturnino Moure     | 19 de abril | 15:30   |
| Libre: Central Córdoba (R) |           |                     |                     |             |         |

| Fecha 9                 | Fecha 9   | Fecha 9             | Fecha 9               | Fecha 9     | Fecha 9 |
| Local                   | Resultado | Visitante           | Estadio               | Fecha       | Hora    |
| ----------------------- | --------- | ------------------- | --------------------- | ----------- | ------- |
| Dock Sud                | 1 - 1     | Luján               | De los Inmigrantes    | 23 de abril | 15:30   |
| Berazategui             | 2 - 3     | San Martín (B)      | Norman Lee            | 23 de abril | 15:30   |
| Real Pilar              | 2 - 1     | Victoriano Arenas   | Carlos Barraza        | 24 de abril | 15:30   |
| Deportivo Laferrere     | 2 - 0     | Ferrocarril Midland | Ciudad de Laferrere   | 24 de abril | 15:30   |
| Ituzaingó               | 1 - 0     | Deportivo Español   | Carlos Alberto Sacaan | 24 de abril | 15:30   |
| Leandro N. Alem         | 0 - 2     | Sportivo Italiano   | Leandro N. Alem       | 24 de abril | 15:30   |
| Claypole                | 1 - 1     | Atlas               | Rodolfo Capocasa      | 25 de abril | 15:30   |
| Argentino de Merlo      | 2 - 0     | El Porvenir         | Merlo                 | 25 de abril | 15:30   |
| Excursionistas          | 0 - 1     | Central Córdoba (R) | Excursionistas        | 26 de abril | 15:30   |
| Libre: General Lamadrid |           |                     |                       |             |         |

| Fecha 10              | Fecha 10  | Fecha 10            | Fecha 10            | Fecha 10    | Fecha 10 |
| Local                 | Resultado | Visitante           | Estadio             | Fecha       | Hora     |
| --------------------- | --------- | ------------------- | ------------------- | ----------- | -------- |
| Sportivo Italiano     | 3 - 2     | Argentino de Merlo  | República de Italia | 30 de abril | 15:30    |
| Deportivo Español     | 0 - 1     | Dock Sud            | Nueva España        | 30 de abril | 15:30    |
| Luján                 | 0 - 0     | Deportivo Laferrere | Municipal de Luján  | 30 de abril | 15:30    |
| Victoriano Arenas     | 1 - 0     | General Lamadrid    | Saturnino Moure     | 30 de abril | 15:30    |
| San Martín (B)        | 3 - 2     | Leandro N. Alem     | Francisco Boga      | 2 de mayo   | 15:30    |
| Atlas                 | 1 - 1     | Real Pilar          | Ricardo Puga        | 2 de mayo   | 15:30    |
| Central Córdoba (R)   | 0 - 0     | Berazategui         | Gabino Sosa         | 3 de mayo   | 15:30    |
| El Porvenir           | 1 - 0     | Ituzaingó           | Gildo Ghersinich    | 3 de mayo   | 15:30    |
| Ferrocarril Midland   | 1 - 1     | Claypole            | Ciudad de Libertad  | 3 de mayo   | 15:30    |
| Libre: Excursionistas |           |                     |                     |             |          |

| Fecha 11                 | Fecha 11  | Fecha 11            | Fecha 11              | Fecha 11   | Fecha 11 |
| Local                    | Resultado | Visitante           | Estadio               | Fecha      | Hora     |
| ------------------------ | --------- | ------------------- | --------------------- | ---------- | -------- |
| General Lamadrid         | 1 - 0     | Atlas               | Enrique Sexto         | 7 de mayo  | 15:30    |
| Deportivo Laferrere      | 1 - 1     | Deportivo Español   | Ciudad de Laferrere   | 8 de mayo  | 15:30    |
| Dock Sud                 | 1 - 0     | El Porvenir         | De los Inmigrantes    | 8 de mayo  | 15:30    |
| Argentino de Merlo       | 2 - 1     | San Martín (B)      | Merlo                 | 8 de mayo  | 15:30    |
| Leandro N. Alem          | 0 - 1     | Central Córdoba (R) | Leandro N. Alem       | 8 de mayo  | 15:30    |
| Real Pilar               | 2 - 0     | Ferrocarril Midland | Carlos Barraza        | 9 de mayo  | 15:30    |
| Claypole                 | 0 - 0     | Luján               | Rodolfo Capocasa      | 9 de mayo  | 15:30    |
| Ituzaingó                | 0 - 2     | Sportivo Italiano   | Carlos Alberto Sacaan | 9 de mayo  | 15:30    |
| Berazategui              | 0 - 1     | Excursionistas      | Norman Lee            | 10 de mayo | 15:30    |
| Libre: Victoriano Arenas |           |                     |                       |            |          |

| Fecha 12            | Fecha 12  | Fecha 12            | Fecha 12            | Fecha 12   | Fecha 12 |
| Local               | Resultado | Visitante           | Estadio             | Fecha      | Hora     |
| ------------------- | --------- | ------------------- | ------------------- | ---------- | -------- |
| Excursionistas      | 4 - 0     | Leandro N. Alem     | Excursionistas      | 15 de mayo | 15:30    |
| San Martín (B)      | 3 - 0     | Ituzaingó           | Francisco Boga      | 15 de mayo | 15:30    |
| Sportivo Italiano   | 1 - 1     | Dock Sud            | República de Italia | 15 de mayo | 15:30    |
| El Porvenir         | 2 - 4     | Deportivo Laferrere | Gildo Ghersinich    | 15 de mayo | 15:30    |
| Deportivo Español   | 1 - 0     | Claypole            | Nueva España        | 15 de mayo | 15:30    |
| Central Córdoba (R) | 1 - 0     | Argentino de Merlo  | Gabino Sosa         | 16 de mayo | 15:00    |
| Luján               | 0 - 0     | Real Pilar          | Municipal de Luján  | 16 de mayo | 15:00    |
| Ferrocarril Midland | 1 - 2     | General Lamadrid    | Ciudad de Libertad  | 16 de mayo | 15:00    |
| Atlas               | 3 - 0     | Victoriano Arenas   | Ricardo Puga        | 16 de mayo | 15:00    |
| Libre: Berazategui  |           |                     |                     |            |          |

| Fecha 13            | Fecha 13  | Fecha 13            | Fecha 13              | Fecha 13   | Fecha 13 |
| Local               | Resultado | Visitante           | Estadio               | Fecha      | Hora     |
| ------------------- | --------- | ------------------- | --------------------- | ---------- | -------- |
| Victoriano Arenas   | 1 - 1     | Ferrocarril Midland | Saturnino Moure       | 21 de mayo | 15:30    |
| Claypole            | 0 - 1     | El Porvenir         | Rodolfo Capocasa      | 21 de mayo | 15:30    |
| Dock Sud            | 1 - 0     | San Martín (B)      | De los Inmigrantes    | 21 de mayo | 15:30    |
| Leandro N. Alem     | 2 - 1     | Berazategui         | Leandro N. Alem       | 21 de mayo | 15:30    |
| General Lamadrid    | 0 - 0     | Luján               | Enrique Sexto         | 8 de junio | 15:00    |
| Real Pilar          | 1 - 0     | Deportivo Español   | Carlos Barraza        | 8 de junio | 15:00    |
| Deportivo Laferrere | 1 - 1     | Sportivo Italiano   | Ciudad de Laferrere   | 8 de junio | 15:00    |
| Ituzaingó           | 0 - 0     | Central Córdoba (R) | Carlos Alberto Sacaan | 8 de junio | 15:00    |
| Argentino de Merlo  | 1 - 0     | Excursionistas      | Merlo                 | 8 de junio | 15:00    |
| Libre: Atlas        |           |                     |                       |            |          |

| Fecha 14               | Fecha 14  | Fecha 14            | Fecha 14            | Fecha 14    | Fecha 14 |
| Local                  | Resultado | Visitante           | Estadio             | Fecha       | Hora     |
| ---------------------- | --------- | ------------------- | ------------------- | ----------- | -------- |
| Berazategui            | 1 - 3     | Argentino de Merlo  | Norman Lee          | 16 de junio | 15:30    |
| Excursionistas         | 0 - 0     | Ituzaingó           | Excursionistas      | 16 de junio | 15:30    |
| Central Córdoba (R)    | 0 - 0     | Dock Sud            | Gabino Sosa         | 16 de junio | 15:30    |
| San Martin (B)         | 2 - 2     | Deportivo Laferrere | Francisco Boga      | 16 de junio | 15:30    |
| Sportivo Italiano      | 1 - 1     | Claypole            | República de Italia | 16 de junio | 15:30    |
| El Porvenir            | 1 - 1     | Real Pilar          | Gildo Ghersinich    | 16 de junio | 15:30    |
| Deportivo Español      | 0 - 1     | General Lamadrid    | Nueva España        | 16 de junio | 15:30    |
| Luján                  | 1 - 0     | Victoriano Arenas   | Municipal de Luján  | 16 de junio | 15:30    |
| Ferrocarril Midland    | 1 - 0     | Atlas               | Ciudad de Libertad  | 16 de junio | 15:30    |
| Libre: Leandro N. Alem |           |                     |                     |             |          |

| Fecha 15                   | Fecha 15  | Fecha 15            | Fecha 15              | Fecha 15    | Fecha 15 |
| Local                      | Resultado | Visitante           | Estadio               | Fecha       | Hora     |
| -------------------------- | --------- | ------------------- | --------------------- | ----------- | -------- |
| General Lamadrid           | 1 - 0     | El Porvenir         | Enrique Sexto         | 23 de junio | 15:30    |
| Real Pilar                 | 4 - 4     | Sportivo Italiano   | Carlos Barraza        | 23 de junio | 15:30    |
| Claypole                   | 2 - 1     | San Martín (B)      | Rodolfo Capocasa      | 23 de junio | 15:30    |
| Deportivo Laferrere        | 0 - 0     | Central Córdoba (R) | Ciudad de Laferrere   | 23 de junio | 15:30    |
| Dock Sud                   | 1 - 0     | Excursionistas      | De los Inmigrantes    | 23 de junio | 15:30    |
| Ituzaingó                  | 0 - 0     | Berazategui         | Carlos Alberto Sacaan | 23 de junio | 15:30    |
| Argentino de Merlo         | 3 - 0     | Leandro N. Alem     | Merlo                 | 23 de junio | 15:30    |
| Atlas                      | 0 - 0     | Luján               | Ricardo Puga          | 23 de junio | 15:30    |
| Victoriano Arenas          | 0 - 0     | Deportivo Español   | Saturnino Moure       | 23 de junio | 15:30    |
| Libre: Ferrocarril Midland |           |                     |                       |             |          |

| Fecha 16                  | Fecha 16  | Fecha 16            | Fecha 16                        | Fecha 16    | Fecha 16 |
| Local                     | Resultado | Visitante           | Estadio                         | Fecha       | Hora     |
| ------------------------- | --------- | ------------------- | ------------------------------- | ----------- | -------- |
| Leandro N. Alem           | 2 - 2     | Ituzaingó           | Leandro N. Alem                 | 27 de junio | 15:00    |
| Berazategui               | 1 - 2     | Dock Sud            | Norman Lee                      | 27 de junio | 15:00    |
| Excursionistas            | 2 - 3     | Deportivo Laferrere | Excursionistas                  | 27 de junio | 15:00    |
| Central Córdoba (R)       | 0 - 0     | Claypole            | Gabino Sosa                     | 27 de junio | 15:00    |
| San Martín (B)            | 0 - 3     | Real Pilar          | Francisco Boga                  | 27 de junio | 15:00    |
| Sportivo Italiano         | 0 - 0     | General Lamadrid    | República de Italia             | 27 de junio | 15:00    |
| Deportivo Español         | 1 - 2     | Atlas               | Nueva España                    | 27 de junio | 15:00    |
| Luján                     | 1 - 1     | Ferrocarril Midland | Municipal de la Ciudad de Luján | 27 de junio | 15:00    |
| El Porvenir               | 0 - 0     | Victoriano Arenas   | Gildo Ghersinich                | 27 de junio | 15:00    |
| Libre: Argentino de Merlo |           |                     |                                 |             |          |

| Fecha 17            | Fecha 17  | Fecha 17            | Fecha 17              | Fecha 17   | Fecha 17 |
| Local               | Resultado | Visitante           | Estadio               | Fecha      | Hora     |
| ------------------- | --------- | ------------------- | --------------------- | ---------- | -------- |
| Ferrocarril Midland | 0 - 1     | Deportivo Español   | Ciudad de Libertad    | 4 de julio | 15:00    |
| Atlas               | 0 - 3     | El Porvenir         | Ricardo Puga          | 4 de julio | 15:00    |
| Victoriano Arenas   | 4 - 0     | Sportivo Italiano   | Saturnino Moure       | 4 de julio | 15:00    |
| General Lamadrid    | 1 - 2     | San Martín (B)      | Enrique Sexto         | 4 de julio | 15:00    |
| Real Pilar          | 0 - 0     | Central Córdoba (R) | Carlos Barraza        | 4 de julio | 15:00    |
| Claypole            | 0 - 2     | Excursionistas      | Rodolfo Capocasa      | 4 de julio | 15:00    |
| Deportivo Laferrere | 1 - 2     | Berazategui         | Ciudad de Laferrere   | 4 de julio | 15:00    |
| Dock Sud            | 1 - 0     | Leandro N. Alem     | De los Inmigrantes    | 4 de julio | 15:00    |
| Ituzaingó           | 3 - 1     | Argentino de Merlo  | Carlos Alberto Sacaan | 4 de julio | 15:00    |
| Libre: Luján        |           |                     |                       |            |          |

| Fecha 18            | Fecha 18  | Fecha 18            | Fecha 18            | Fecha 18    | Fecha 18 |
| Local               | Resultado | Visitante           | Estadio             | Fecha       | Hora     |
| ------------------- | --------- | ------------------- | ------------------- | ----------- | -------- |
| Argentino de Merlo  | 1 - 1     | Dock Sud            | Merlo               | 11 de julio | 15:00    |
| Leandro N. Alem     | 1 - 3     | Deportivo Laferrere | Leandro N. Alem     | 11 de julio | 15:00    |
| Berazategui         | 0 - 0     | Claypole            | Norman Lee          | 11 de julio | 15:00    |
| Excursionistas      | 2 - 0     | Real Pilar          | Excursionistas      | 11 de julio | 15:00    |
| Central Córdoba (R) | 3 - 0     | General Lamadrid    | Gabino Sosa         | 11 de julio | 15:00    |
| San Martín (B)      | 1 - 3     | Victoriano Arenas   | Francisco Boga      | 11 de julio | 15:00    |
| El Porvenir         | 0 - 1     | Ferrocarril Midland | Gildo Ghersinich    | 11 de julio | 15:00    |
| Deportivo Español   | 1 - 2     | Luján               | Nueva España        | 11 de julio | 15:00    |
| Sportivo Italiano   | 3 - 3     | Atlas               | República de Italia | 11 de julio | 15:00    |
| Libre: Ituzaingó    |           |                     |                     |             |          |

| Fecha 19                 | Fecha 19  | Fecha 19            | Fecha 19                        | Fecha 19    | Fecha 19 |
| Local                    | Resultado | Visitante           | Estadio                         | Fecha       | Hora     |
| ------------------------ | --------- | ------------------- | ------------------------------- | ----------- | -------- |
| Luján                    | 2 - 0     | El Porvenir         | Municipal de la Ciudad de Luján | 17 de julio | 15:00    |
| Victoriano Arenas        | 0 - 1     | Central Córdoba (R) | Saturnino Moure                 | 17 de julio | 15:00    |
| Dock Sud                 | 2 - 0     | Ituzaingó           | De los Inmigrantes              | 17 de julio | 15:00    |
| Ferrocarril Midland      | 0 - 1     | Sportivo Italiano   | Ciudad de Libertad              | 18 de julio | 15:00    |
| Atlas                    | 0 - 0     | San Martín (B)      | Ricardo Puga                    | 18 de julio | 15:00    |
| Real Pilar               | 2 - 1     | Berazategui         | Carlos Barraza                  | 18 de julio | 15:00    |
| Claypole                 | 0 - 0     | Leandro N. Alem     | Rodolfo Capocasa                | 18 de julio | 15:00    |
| Deportivo Laferrere      | 1 - 1     | Argentino de Merlo  | Ciudad de Laferrere             | 18 de julio | 15:00    |
| General Lamadrid         | 0 - 1     | Excursionistas      | Enrique Sexto                   | 19 de julio | 15:00    |
| Libre: Deportivo Español |           |                     |                                 |             |          |

| 1. |

## Torneo Clausura

### Tabla de posiciones final
| Pos. | Equipo              | Pts. | PJ | PG | PE | PP | GF | GC | Dif. |
| ---- | ------------------- | ---- | -- | -- | -- | -- | -- | -- | ---- |
| 1.º  | Berazategui         | 37   | 18 | 11 | 4  | 3  | 31 | 19 | 12   |
| 2.º  | Ituzaingó           | 37   | 18 | 10 | 7  | 1  | 23 | 12 | 11   |
| 3.º  | Deportivo Español   | 33   | 18 | 9  | 6  | 3  | 21 | 12 | 9    |
| 4.º  | Sportivo Italiano   | 29   | 18 | 7  | 8  | 3  | 21 | 11 | 10   |
| 5.º  | Deportivo Laferrere | 28   | 18 | 8  | 4  | 6  | 21 | 21 | 0    |
| 6.º  | Excursionistas      | 27   | 18 | 7  | 6  | 5  | 25 | 23 | 2    |
| 7.º  | Claypole            | 26   | 18 | 7  | 5  | 6  | 19 | 18 | 1    |
| 8.º  | Central Córdoba (R) | 26   | 18 | 6  | 8  | 4  | 15 | 14 | 1    |
| 9.º  | Argentino de Merlo  | 25   | 18 | 6  | 7  | 5  | 32 | 26 | 6    |
| 10.º | Dock Sud            | 25   | 18 | 7  | 4  | 7  | 19 | 21 | −2   |
| 11.º | Real Pilar          | 23   | 18 | 5  | 8  | 5  | 16 | 10 | 6    |
| 12.º | General Lamadrid    | 22   | 18 | 5  | 7  | 6  | 21 | 23 | −2   |
| 13.º | San Martín (B)      | 21   | 18 | 5  | 6  | 7  | 17 | 23 | −6   |
| 14.º | Atlas               | 20   | 18 | 4  | 8  | 6  | 20 | 26 | −6   |
| 15.º | Luján               | 19   | 18 | 4  | 7  | 7  | 18 | 20 | −2   |
| 16.º | Victoriano Arenas   | 18   | 18 | 4  | 6  | 8  | 26 | 30 | −4   |
| 17.º | Ferrocarril Midland | 17   | 18 | 4  | 5  | 9  | 16 | 22 | −6   |
| 18.º | Leandro N. Alem     | 16   | 18 | 3  | 7  | 8  | 9  | 21 | −12  |
| 19.º | El Porvenir         | 6    | 18 | 1  | 3  | 14 | 10 | 28 | −18  |

|  | Ganador. Clasificado la final por el título de campeón. |

#### Evolución de las posiciones
| Equipo / Fecha      | 1    | 2    | 3    | 4    | 5    | 6    | 7    | 8    | 9    | 10   | 11   | 12   | 13   | 14   | 15   | 16   | 17   | 18   | 19   |
| ------------------- | ---- | ---- | ---- | ---- | ---- | ---- | ---- | ---- | ---- | ---- | ---- | ---- | ---- | ---- | ---- | ---- | ---- | ---- | ---- |
| Argentino de Merlo  | 7.º  | 8.º  | 10.º | 6.º  | 10.º | 8.º  | 7.º  | 7.º  | 6.º  | 6.º  | 6.º  | 7.º  | 8.º  | 9.º  | 10.º | 11.º | 12.º | 11º  | 9.º  |
| Atlas               | 7.º  | 9.º  | 11.º | 14.º | 8.º  | 10.º | 13.º | 15.º | 15.º | 17.º | 16.º | 16.º | 16.º | 16.º | 17.º | 17.º | 15.º | 16.º | 14.º |
| Berazategui         | 14.º | 12.º | 13.º | 9.º  | 5.º  | 3.º  | 3.º  | 3.º  | 1.º  | 1.º  | 2.º  | 3.º  | 2.º  | 2.º  | 2.º  | 2.º  | 1.º  | 1.º  | 1.º  |
| Central Córdoba (R) | 7.º  | 11.º | 15.º | 10.º | 7.º  | 9.º  | 10.º | 11.º | 13.º | 13.º | 10.º | 9.º  | 9.º  | 10.º | 9.º  | 10.º | 8.º  | 10.º | 8.º  |
| Claypole            | 7.º  | 16.º | 18.º | 19.º | 19.º | 19.º | 16.º | 18.º | 17.º | 18.º | 15.º | 12.º | 11.º | 11.º | 12.º | 9.º  | 11.º | 9.º  | 7.º  |
| Deportivo Español   | 2.º  | 3.º  | 4.º  | 4.º  | 2.º  | 6.º  | 5.º  | 6.º  | 5.º  | 4.º  | 3.º  | 4.º  | 4.º  | 3.º  | 3.º  | 4.º  | 3.º  | 3.º  | 3.º  |
| Deportivo Laferrere | 15.º | 6.º  | 9.º  | 5.º  | 4.º  | 2.º  | 1.º  | 1.º  | 2.º  | 3.º  | 4.º  | 2.º  | 3.º  | 4.º  | 4.º  | 3.º  | 4.º  | 4.º  | 5.º  |
| Dock Sud            | -    | 19.º | 11.º | 7.º  | 8.º  | 5.º  | 4.º  | 4.º  | 4.º  | 5.º  | 5.º  | 5.º  | 5.º  | 5.º  | 5.º  | 6.º  | 5.º  | 6.º  | 10.º |
| El Porvenir         | 15.º | 18.º | 16.º | 13.º | 16.º | 16.º | 17.º | 17.º | 19.º | 19.º | 19.º | 19.º | 19.º | 19.º | 19.º | 19.º | 19.º | 19.º | 19.º |
| Excursionistas      | 2.º  | 4.º  | 3.º  | 3.º  | 6.º  | 4.º  | 6.º  | 8.º  | 7.º  | 7.º  | 7.º  | 6.º  | 7.º  | 7.º  | 7.º  | 7.º  | 6.º  | 7.º  | 6.º  |
| Ferrocarril Midland | 15.º | 14.º | 17.º | 18.º | 15.º | 15.º | 15.º | 13.º | 11.º | 12.º | 12.º | 15.º | 13.º | 13.º | 14.º | 16.º | 17.º | 15.º | 17.º |
| General Lamadrid    | 1.º  | 1.º  | 2.º  | 2.º  | 3.º  | 7.º  | 9.º  | 10.º | 10.º | 14.º | 14.º | 11.º | 10.º | 12.º | 11.º | 12.º | 9.º  | 12.º | 12.º |
| Ituzaingó           | 2.º  | 2.º  | 1.º  | 1.º  | 1.º  | 1.º  | 2.º  | 2.º  | 3.º  | 2.º  | 1.º  | 1.º  | 1.º  | 1.º  | 1.º  | 1.º  | 2.º  | 2.º  | 2.º  |
| Leandro N. Alem     | 11.º | 17.º | 19.º | 17.º | 18.º | 18.º | 18.º | 19.º | 18.º | 15.º | 17.º | 17.º | 17.º | 18.º | 18.º | 18.º | 18.º | 18.º | 18.º |
| Luján               | 15.º | 14.º | 7.º  | 8.º  | 13.º | 11.º | 12.º | 14.º | 16.º | 16.º | 18.º | 18.º | 18.º | 17.º | 16.º | 15.º | 16.º | 17.º | 15.º |
| Real Pilar          | 11.º | 9.º  | 14.º | 16.º | 17.º | 17.º | 19.º | 16.º | 12.º | 9.º  | 8.º  | 10.º | 12.º | 8.º  | 8.º  | 8.º  | 10.º | 8.º  | 11.º |
| San Martín (B)      | 2.º  | 5.º  | 5.º  | 11.º | 11.º | 13.º | 11.º | 5.º  | 8.º  | 10.º | 11.º | 14.º | 14.º | 14.º | 13.º | 13.º | 14.º | 13.º | 13.º |
| Sportivo Italiano   | 2.º  | 7.º  | 8.º  | 14.º | 14.º | 12.º | 8.º  | 9.º  | 9.º  | 8.º  | 9.º  | 8.º  | 6.º  | 6.º  | 6.º  | 5.º  | 7.º  | 5.º  | 4.º  |
| Victoriano Arenas   | 15.º | 13.º | 6.º  | 12.º | 12.º | 14.º | 14.º | 12.º | 14.º | 11.º | 13.º | 13.º | 15.º | 15.º | 15º  | 14.º | 13.º | 14.º | 16.º |

|  |

### Resultados
| Fecha 1             | Fecha 1   | Fecha 1             | Fecha 1                         | Fecha 1     | Fecha 1 |
| Local               | Resultado | Visitante           | Estadio                         | Fecha       | Hora    |
| ------------------- | --------- | ------------------- | ------------------------------- | ----------- | ------- |
| Deportivo Laferrere | 0 - 1     | Ituzaingó           | Ciudad de Laferrere             | 25 de julio | 15:00   |
| Claypole            | 1 - 1     | Argentino de Merlo  | Rodolfo Capocasa                | 25 de julio | 15:00   |
| Real Pilar          | 0 - 0     | Leandro N. Alem     | Carlos Barraza                  | 25 de julio | 15:00   |
| General Lamadrid    | 2 - 1     | Berazategui         | Enrique Sexto                   | 25 de julio | 15:00   |
| Victoriano Arenas   | 0 - 1     | Excursionistas      | Saturnino Moure                 | 25 de julio | 15:00   |
| Atlas               | 1 - 1     | Central Córdoba (R) | Ricardo Puga                    | 25 de julio | 15:00   |
| Ferrocarril Midland | 0 - 1     | San Martín (B)      | Ciudad de Libertad              | 25 de julio | 15:00   |
| Luján               | 0 - 1     | Sportivo Italiano   | Municipal de la Ciudad de Luján | 25 de julio | 15:00   |
| Deportivo Español   | 1 - 0     | El Porvenir         | Nueva España                    | 25 de julio | 15:00   |
| Libre: Dock Sud     |           |                     |                                 |             |         |

| Fecha 2             | Fecha 2   | Fecha 2             | Fecha 2               | Fecha 2     | Fecha 2 |
| Local               | Resultado | Visitante           | Estadio               | Fecha       | Hora    |
| ------------------- | --------- | ------------------- | --------------------- | ----------- | ------- |
| Argentino de Merlo  | 2 - 2     | Real Pilar          | Merlo                 | 31 de julio | 15:00   |
| Sportivo Italiano   | 0 - 1     | Deportivo Español   | República de Italia   | 1 de agosto | 15:00   |
| San Martín (B)      | 0 - 0     | Luján               | Francisco Boga        | 1 de agosto | 15:00   |
| Central Córdoba (R) | 0 - 0     | Ferrocarril Midland | Gabino Sosa           | 1 de agosto | 15:00   |
| Berazategui         | 3 - 3     | Victoriano Arenas   | Norman Lee            | 1 de agosto | 15:00   |
| Leandro N. Alem     | 0 - 4     | General Lamadrid    | Leandro N. Alem       | 1 de agosto | 15:00   |
| Ituzaingó           | 2 - 0     | Claypole            | Carlos Alberto Sacaan | 1 de agosto | 15:00   |
| Excursionistas      | 1 - 1     | Atlas               | Excursionistas        | 2 de agosto | 15:00   |
| Dock Sud            | 0 - 2     | Deportivo Laferrere | De los Inmigrantes    | 2 de agosto | 15:00   |
| Libre: El Porvenir  |           |                     |                       |             |         |

| Fecha 3                    | Fecha 3   | Fecha 3             | Fecha 3                         | Fecha 3     | Fecha 3 |
| Local                      | Resultado | Visitante           | Estadio                         | Fecha       | Hora    |
| -------------------------- | --------- | ------------------- | ------------------------------- | ----------- | ------- |
| General Lamadrid           | 1 - 1     | Argentino de Merlo  | Enrique Sexto                   | 7 de agosto | 15:00   |
| Victoriano Arenas          | 3 - 0     | Leandro N. Alem     | Saturnino Moure                 | 7 de agosto | 15:00   |
| Deportivo Español          | 0 - 0     | San Martín (B)      | Nueva España                    | 7 de agosto | 15:00   |
| El Porvenir                | 1 - 1     | Sportivo Italiano   | Gildo Ghersinich                | 7 de agosto | 15:00   |
| Claypole                   | 0 - 2     | Dock Sud            | Rodolfo Capocasa                | 8 de agosto | 15:00   |
| Real Pilar                 | 0 - 1     | Ituzaingó           | Carlos Barraza                  | 8 de agosto | 15:00   |
| Atlas                      | 0 - 0     | Berazategui         | Ricardo Puga                    | 8 de agosto | 15:00   |
| Ferrocarril Midland        | 2 - 3     | Excursionistas      | Ciudad de Libertad              | 8 de agosto | 15:00   |
| Luján                      | 2 - 0     | Central Córdoba (R) | Municipal de la Ciudad de Luján | 8 de agosto | 15:00   |
| Libre: Deportivo Laferrere |           |                     |                                 |             |         |

| Fecha 4                  | Fecha 4   | Fecha 4             | Fecha 4               | Fecha 4      | Fecha 4 |
| Local                    | Resultado | Visitante           | Estadio               | Fecha        | Hora    |
| ------------------------ | --------- | ------------------- | --------------------- | ------------ | ------- |
| Excursionistas           | 1 - 1     | Luján               | Excursionistas        | 13 de agosto | 15:00   |
| San Martín (B)           | 0 - 2     | El Porvenir         | Francisco Boga        | 14 de agosto | 15:00   |
| Central Córdoba (R)      | 1 - 0     | Deportivo Español   | Gabino Sosa           | 14 de agosto | 15:00   |
| Berazategui              | 1 - 0     | Ferrocarril Midland | Norman Lee            | 14 de agosto | 15:00   |
| Leandro N. Alem          | 0 - 0     | Atlas               | Leandro N. Alem       | 14 de agosto | 15:00   |
| Argentino de Merlo       | 2 - 1     | Victoriano Arenas   | Merlo                 | 14 de agosto | 15:00   |
| Ituzaingó                | 1 - 1     | General Lamadrid    | Carlos Alberto Sacaan | 14 de agosto | 15:00   |
| Dock Sud                 | 1 - 0     | Real Pilar          | De los Inmigrantes    | 14 de agosto | 15:00   |
| Deportivo Laferrere      | 1 - 0     | Claypole            | Ciudad de Laferrere   | 14 de agosto | 15:00   |
| Libre: Sportivo Italiano |           |                     |                       |              |         |

| Fecha 5             | Fecha 5   | Fecha 5             | Fecha 5                         | Fecha 5      | Fecha 5 |
| Local               | Resultado | Visitante           | Estadio                         | Fecha        | Hora    |
| ------------------- | --------- | ------------------- | ------------------------------- | ------------ | ------- |
| Real Pilar          | 1 - 2     | Deportivo Laferrere | Carlos Barraza                  | 17 de agosto | 15:00   |
| General Lamadrid    | 1 - 1     | Dock Sud            | Enrique Sexto                   | 17 de agosto | 15:00   |
| Victoriano Arenas   | 1 - 1     | Ituzaingó           | Saturnino Moure                 | 17 de agosto | 15:00   |
| Atlas               | 2 - 1     | Argentino de Merlo  | Ricardo Puga                    | 17 de agosto | 15:00   |
| Ferrocarril Midland | 2 - 0     | Leandro N. Alem     | Ciudad de Libertad              | 17 de agosto | 15:00   |
| Luján               | 1 - 2     | Berazategui         | Municipal de la Ciudad de Luján | 17 de agosto | 15:00   |
| El Porvenir         | 0 - 2     | Central Córdoba (R) | Gildo Ghersinich                | 17 de agosto | 15:00   |
| Sportivo Italiano   | 0 - 0     | San Martín (B)      | República de Italia             | 17 de agosto | 15:00   |
| Deportivo Español   | 1 - 0     | Excursionistas      | Nueva España                    | 18 de agosto | 15:00   |
| Libre: Claypole     |           |                     |                                 |              |         |

| Fecha 6               | Fecha 6   | Fecha 6             | Fecha 6               | Fecha 6      | Fecha 6 |
| Local                 | Resultado | Visitante           | Estadio               | Fecha        | Hora    |
| --------------------- | --------- | ------------------- | --------------------- | ------------ | ------- |
| Central Córdoba (R)   | 0 - 0     | Sportivo Italiano   | Gabino Sosa           | 21 de agosto | 15:00   |
| Berazategui           | 2 - 1     | Deportivo Español   | Norman Lee            | 21 de agosto | 15:30   |
| Leandro N. Alem       | 0 - 0     | Luján               | Leandro N. Alem       | 22 de agosto | 15:00   |
| Argentino de Merlo    | 2 - 1     | Ferrocarril Midland | Merlo                 | 22 de agosto | 15:00   |
| Ituzaingó             | 1 - 0     | Atlas               | Carlos Alberto Sacaan | 22 de agosto | 15:00   |
| Dock Sud              | 1 - 0     | Victoriano Arenas   | De los Inmigrantes    | 22 de agosto | 15:00   |
| Deportivo Laferrere   | 2 - 0     | General Lamadrid    | Ciudad de Laferrere   | 22 de agosto | 15:00   |
| Claypole              | 0 - 0     | Real Pilar          | Rodolfo Capocasa      | 22 de agosto | 15:00   |
| Excursionistas        | 2 - 1     | El Porvenir         | Excursionistas        | 23 de agosto | 15:00   |
| Libre: San Martín (B) |           |                     |                       |              |         |

| Fecha 7             | Fecha 7   | Fecha 7             | Fecha 7                         | Fecha 7      | Fecha 7 |
| Local               | Resultado | Visitante           | Estadio                         | Fecha        | Hora    |
| ------------------- | --------- | ------------------- | ------------------------------- | ------------ | ------- |
| Deportivo Español   | 1 - 1     | Leandro N. Alem     | Nueva España                    | 28 de agosto | 15:00   |
| General Lamadrid    | 0 - 2     | Claypole            | Enrique Sexto                   | 28 de agosto | 15:00   |
| Victoriano Arenas   | 2 - 3     | Deportivo Laferrere | Saturnino Moure                 | 29 de agosto | 15:00   |
| Atlas               | 1 - 2     | Dock Sud            | Ricardo Puga                    | 29 de agosto | 15:00   |
| Luján               | 2 - 2     | Argentino de Merlo  | Municipal de la Ciudad de Luján | 29 de agosto | 15:00   |
| El Porvenir         | 0 - 1     | Berazategui         | Gildo Ghersinich                | 29 de agosto | 15:00   |
| Sportivo Italiano   | 3 - 0     | Excursionistas      | República de Italia             | 29 de agosto | 15:00   |
| San Martín (B)      | 2 - 1     | Central Córdoba (R) | Francisco Boga                  | 29 de agosto | 15:00   |
| Ferrocarril Midland | 1 - 1     | Ituzaingó           | Ciudad de Libertad              | 30 de agosto | 15:00   |
| Libre: Real Pilar   |           |                     |                                 |              |         |

| Fecha 8                    | Fecha 8   | Fecha 8             | Fecha 8               | Fecha 8         | Fecha 8 |
| Local                      | Resultado | Visitante           | Estadio               | Fecha           | Hora    |
| -------------------------- | --------- | ------------------- | --------------------- | --------------- | ------- |
| Excursionistas             | 0 - 2     | San Martín (B)      | Excursionistas        | 3 de septiembre | 15:00   |
| Berazategui                | 2 - 1     | Sportivo Italiano   | Norman Lee            | 3 de septiembre | 15:00   |
| Leandro N. Alem            | 0 - 0     | El Porvenir         | Leandro N. Alem       | 3 de septiembre | 15:00   |
| Argentino de Merlo         | 1 - 1     | Deportivo Español   | Merlo                 | 3 de septiembre | 15:00   |
| Ituzaingó                  | 2 - 0     | Luján               | Carlos Alberto Sacaan | 3 de septiembre | 15:00   |
| Dock Sud                   | 0 - 2     | Ferrocarril Midland | De los Inmigrantes    | 3 de septiembre | 15:00   |
| Deportivo Laferrere        | 1 - 0     | Atlas               | Ciudad de Laferrere   | 3 de septiembre | 15:00   |
| Claypole                   | 0 - 1     | Victoriano Arenas   | Rodolfo Capocasa      | 3 de septiembre | 15:00   |
| Real Pilar                 | 2 - 1     | General Lamadrid    | Carlos Barraza        | 3 de septiembre | 15:00   |
| Libre: Central Córdoba (R) |           |                     |                       |                 |         |

| Fecha 9                 | Fecha 9   | Fecha 9             | Fecha 9                         | Fecha 9         | Fecha 9 |
| Local                   | Resultado | Visitante           | Estadio                         | Fecha           | Hora    |
| ----------------------- | --------- | ------------------- | ------------------------------- | --------------- | ------- |
| Ferrocarril Midland     | 2 - 2     | Deportivo Laferrere | Ciudad de Libertad              | 8 de septiembre | 15:00   |
| Central Córdoba (R)     | 0 - 2     | Excursionistas      | Gabino Sosa                     | 8 de septiembre | 15:00   |
| Victoriano Arenas       | 0 - 2     | Real Pilar          | Saturnino Moure                 | 8 de septiembre | 15:00   |
| Atlas                   | 1 - 1     | Claypole            | Ricardo Puga                    | 8 de septiembre | 15:00   |
| Luján                   | 1 - 2     | Dock Sud            | Municipal de la Ciudad de Luján | 8 de septiembre | 15:00   |
| Deportivo Español       | 3 - 1     | Ituzaingó           | Nueva España                    | 8 de septiembre | 15:00   |
| El Porvenir             | 0 - 3     | Argentino de Merlo  | Gildo Ghersinich                | 8 de septiembre | 15:00   |
| Sportivo Italiano       | 1 - 1     | Leandro N. Alem     | República de Italia             | 8 de septiembre | 15:00   |
| San Martín (B)          | 1 - 4     | Berazategui         | Francisco Boga                  | 8 de septiembre | 15:00   |
| Libre: General Lamadrid |           |                     |                                 |                 |         |

| Fecha 10              | Fecha 10  | Fecha 10            | Fecha 10              | Fecha 10         | Fecha 10 |
| Local                 | Resultado | Visitante           | Estadio               | Fecha            | Hora     |
| --------------------- | --------- | ------------------- | --------------------- | ---------------- | -------- |
| Dock Sud              | 1 - 2     | Deportivo Español   | De los Inmigrantes    | 18 de septiembre | 15:00    |
| Ituzaingó             | 2 - 1     | El Porvenir         | Carlos Alberto Sacaan | 19 de septiembre | 13:30    |
| Berazategui           | 0 - 0     | Central Córdoba (R) | Norman Lee            | 19 de septiembre | 15:00    |
| Leandro N. Alem       | 2 - 1     | San Martín (B)      | Leandro N. Alem       | 19 de septiembre | 15:00    |
| Deportivo Laferrere   | 2 - 2     | Luján               | Ciudad de Laferrere   | 19 de septiembre | 15:00    |
| Claypole              | 0 - 0     | Ferrocarril Midland | Rodolfo Capocasa      | 19 de septiembre | 15:00    |
| Real Pilar            | 4 - 0     | Atlas               | Carlos Barraza        | 19 de septiembre | 15:00    |
| General Lamadrid      | 1 - 2     | Victoriano Arenas   | Enrique Sexto         | 20 de septiembre | 15:00    |
| Argentino de Merlo    | 1 - 3     | Sportivo Italiano   | Merlo                 | 20 de septiembre | 15:00    |
| Libre: Excursionistas |           |                     |                       |                  |          |

| Fecha 11                 | Fecha 11  | Fecha 11            | Fecha 11                        | Fecha 11         | Fecha 11 |
| Local                    | Resultado | Visitante           | Estadio                         | Fecha            | Hora     |
| ------------------------ | --------- | ------------------- | ------------------------------- | ---------------- | -------- |
| Luján                    | 1 - 3     | Claypole            | Municipal de la Ciudad de Luján | 25 de septiembre | 15:00    |
| Atlas                    | 1 - 1     | General Lamadrid    | Ricardo Puga                    | 26 de septiembre | 15:00    |
| Ferrocarril Midland      | 0 - 0     | Real Pilar          | Ciudad de Libertad              | 26 de septiembre | 15:00    |
| El Porvenir              | 1 - 2     | Dock Sud            | Gildo Ghersinich                | 26 de septiembre | 15:00    |
| Sportivo Italiano        | 0 - 1     | Ituzaingó           | República de Italia             | 26 de septiembre | 15:00    |
| San Martín (B)           | 0 - 2     | Argentino de Merlo  | Francisco Boga                  | 26 de septiembre | 15:00    |
| Central Córdoba (R)      | 1 - 0     | Leandro N. Alem     | Gabino Sosa                     | 26 de septiembre | 15:00    |
| Excursionistas           | 3 - 2     | Berazategui         | Excursionistas                  | 26 de septiembre | 15:00    |
| Deportivo Español        | 2 - 0     | Deportivo Laferrere | Nueva España                    | 27 de septiembre | 15:00    |
| Libre: Victoriano Arenas |           |                     |                                 |                  |          |

| Fecha 12            | Fecha 12  | Fecha 12            | Fecha 12              | Fecha 12     | Fecha 12 |
| Local               | Resultado | Visitante           | Estadio               | Fecha        | Hora     |
| ------------------- | --------- | ------------------- | --------------------- | ------------ | -------- |
| Claypole            | 1 - 0     | Deportivo Español   | Rodolfo Capocasa      | 2 de octubre | 15:00    |
| Dock Sud            | 1 - 2     | Sportivo Italiano   | De los Inmigrantes    | 3 de octubre | 15:00    |
| Deportivo Laferrere | 1 - 0     | El Porvenir         | Ciudad de Laferrere   | 3 de octubre | 15:00    |
| Real Pilar          | 0 - 0     | Luján               | Carlos Barraza        | 3 de octubre | 15:00    |
| Victoriano Arenas   | 4 - 4     | Atlas               | Saturnino Moure       | 3 de octubre | 15:00    |
| Ituzaingó           | 3 - 1     | San Martín (B)      | Carlos Alberto Sacaan | 3 de octubre | 15:30    |
| Leandro N. Alem     | 1 - 1     | Excursionistas      | Leandro N. Alem       | 4 de octubre | 15:00    |
| Argentino de Merlo  | 1 - 2     | Central Córdoba (R) | Merlo                 | 4 de octubre | 15:00    |
| General Lamadrid    | 1 - 0     | Ferrocarril Midland | Enrique Sexto         | 4 de octubre | 15:00    |
| Libre: Berazategui  |           |                     |                       |              |          |

| Fecha 13            | Fecha 13  | Fecha 13            | Fecha 13                        | Fecha 13     | Fecha 13 |
| Local               | Resultado | Visitante           | Estadio                         | Fecha        | Hora     |
| ------------------- | --------- | ------------------- | ------------------------------- | ------------ | -------- |
| Ferrocarril Midland | 2 - 0     | Victoriano Arenas   | Ciudad de Libertad              | 8 de octubre | 15:00    |
| Luján               | 1 - 2     | General Lamadrid    | Municipal de la Ciudad de Luján | 8 de octubre | 15:00    |
| Deportivo Español   | 0 - 0     | Real Pilar          | Nueva España                    | 8 de octubre | 15:00    |
| El Porvenir         | 0 - 1     | Claypole            | Gildo Ghersinich                | 8 de octubre | 15:00    |
| Sportivo Italiano   | 2 - 1     | Deportivo Laferrere | República de Italia             | 8 de octubre | 15:00    |
| San Martín (B)      | 0 - 0     | Dock Sud            | Francisco Boga                  | 8 de octubre | 15:00    |
| Excursionistas      | 2 - 2     | Argentino de Merlo  | Excursionistas                  | 8 de octubre | 15:00    |
| Berazategui         | 2 - 0     | Leandro N. Alem     | Norman Lee                      | 8 de octubre | 15:00    |
| Central Córdoba (R) | 1 - 1     | Ituzaingó           | Gabino Sosa                     | 9 de octubre | 15:00    |
| Libre: Atlas        |           |                     |                                 |              |          |

| Fecha 14               | Fecha 14  | Fecha 14            | Fecha 14              | Fecha 14      | Fecha 14 |
| Local                  | Resultado | Visitante           | Estadio               | Fecha         | Hora     |
| ---------------------- | --------- | ------------------- | --------------------- | ------------- | -------- |
| Argentino de Merlo     | 2 - 3     | Berazategui         | Merlo                 | 12 de octubre | 15:00    |
| Dock Sud               | 2 - 2     | Central Córdoba (R) | De los Inmigrantes    | 12 de octubre | 15:00    |
| Claypole               | 0 - 0     | Sportivo Italiano   | Rodolfo Capocasa      | 12 de octubre | 15:00    |
| Real Pilar             | 3 - 0     | El Porvenir         | Carlos Barraza        | 12 de octubre | 15:00    |
| General Lamadrid       | 0 - 2     | Deportivo Español   | Enrique Sexto         | 12 de octubre | 15:00    |
| Victoriano Arenas      | 2 - 2     | Luján               | Saturnino Moure       | 12 de octubre | 15:00    |
| Atlas                  | 2 - 1     | Ferrocarril Midland | Ricardo Puga          | 12 de octubre | 15:00    |
| Deportivo Laferrere    | 0 - 0     | San Martín (B)      | Ciudad de Laferrere   | 12 de octubre | 20:00    |
| Ituzaingó              | 1 - 1     | Excursionistas      | Carlos Alberto Sacaan | 13 de octubre | 20:30    |
| Libre: Leandro N. Alem |           |                     |                       |               |          |

| Fecha 15                   | Fecha 15  | Fecha 15            | Fecha 15                        | Fecha 15      | Fecha 15 |
| Local                      | Resultado | Visitante           | Estadio                         | Fecha         | Hora     |
| -------------------------- | --------- | ------------------- | ------------------------------- | ------------- | -------- |
| Berazategui                | 0 - 0     | Ituzaingó           | Norman Lee                      | 17 de octubre | 13:30    |
| Deportivo Español          | 1 - 1     | Victoriano Arenas   | Nueva España                    | 17 de octubre | 15:00    |
| San Martín (B)             | 3 - 2     | Claypole            | Francisco Boga                  | 17 de octubre | 15:00    |
| Central Córdoba (R)        | 0 - 0     | Deportivo Laferrere | Gabino Sosa                     | 17 de octubre | 15:00    |
| Leandro N. Alem            | 1 - 0     | Argentino de Merlo  | Leandro N. Alem                 | 17 de octubre | 15:00    |
| Luján                      | 2 - 0     | Atlas               | Municipal de la Ciudad de Luján | 17 de octubre | 15:00    |
| El Porvenir                | 0 - 0     | General Lamadrid    | Gildo Ghersinich                | 18 de octubre | 15:00    |
| Excursionistas             | 0 - 0     | Dock Sud            | Excursionistas                  | 18 de octubre | 17:00    |
| Sportivo Italiano          | 0 - 0     | Real Pilar          | República de Italia             | 18 de octubre | 20:00    |
| Libre: Ferrocarril Midland |           |                     |                                 |               |          |

| Fecha 16                  | Fecha 16  | Fecha 16            | Fecha 16              | Fecha 16      | Fecha 16 |
| Local                     | Resultado | Visitante           | Estadio               | Fecha         | Hora     |
| ------------------------- | --------- | ------------------- | --------------------- | ------------- | -------- |
| Atlas                     | 2 - 2     | Deportivo Español   | Ricardo Puga          | 23 de octubre | 13:30    |
| Real Pilar                | 0 - 0     | San Martín (B)      | Carlos Barraza        | 23 de octubre | 15:00    |
| Victoriano Arenas         | 3 - 1     | El Porvenir         | Saturnino Moure       | 23 de octubre | 15:00    |
| Deportivo Laferrere       | 2 - 0     | Excursionistas      | Ciudad de Laferrere   | 23 de octubre | 20:00    |
| Ituzaingó                 | 1 - 0     | Leandro N. Alem     | Carlos Alberto Sacaan | 24 de octubre | 15:00    |
| Dock Sud                  | 1 - 2     | Berazategui         | De los Inmigrantes    | 24 de octubre | 15:00    |
| Ferrocarril Midland       | 0 - 2     | Luján               | Ciudad de Libertad    | 24 de octubre | 15:00    |
| Claypole                  | 2 - 0     | Central Córdoba (R) | Rodolfo Capocasa      | 24 de octubre | 16:00    |
| General Lamadrid          | 1 - 1     | Sportivo Italiano   | Enrique Sexto         | 26 de octubre | 15:00    |
| Libre: Argentino de Merlo |           |                     |                       |               |          |

| Fecha 17            | Fecha 17  | Fecha 17            | Fecha 17            | Fecha 17       | Fecha 17 |
| Local               | Resultado | Visitante           | Estadio             | Fecha          | Hora     |
| ------------------- | --------- | ------------------- | ------------------- | -------------- | -------- |
| El Porvenir         | 2 - 3     | Atlas               | Gildo Ghersinich    | 29 de octubre  | 15:00    |
| San Martín (B)      | 3 - 4     | General Lamadrid    | Francisco Boga      | 29 de octubre  | 15:00    |
| Argentino de Merlo  | 2 - 2     | Ituzaingó           | Merlo               | 29 de octubre  | 20:00    |
| Sportivo Italiano   | 1 - 1     | Victoriano Arenas   | República de Italia | 30 de octubre  | 15:00    |
| Central Córdoba (R) | 1 - 0     | Real Pilar          | Gabino Sosa         | 30 de octubre  | 15:00    |
| Excursionistas      | 4 - 1     | Claypole            | Excursionistas      | 30 de octubre  | 15:00    |
| Berazategui         | 4 - 1     | Deportivo Laferrere | Norman Lee          | 30 de octubre  | 16:00    |
| Deportivo Español   | 2 - 1     | Ferrocarril Midland | Nueva España        | 31 de octubre  | 15:00    |
| Leandro N. Alem     | 0 - 2     | Dock Sud            | Leandro N. Alem     | 1 de noviembre | 15:00    |
| Libre: Luján        |           |                     |                     |                |          |

| Fecha 18            | Fecha 18  | Fecha 18            | Fecha 18                        | Fecha 18       | Fecha 18 |
| Local               | Resultado | Visitante           | Estadio                         | Fecha          | Hora     |
| ------------------- | --------- | ------------------- | ------------------------------- | -------------- | -------- |
| Claypole            | 3 - 1     | Berazategui         | Rodolfo Capocasa                | 5 de noviembre | 15:00    |
| Victoriano Arenas   | 1 - 2     | San Martín (B)      | Saturnino Moure                 | 5 de noviembre | 15:00    |
| Luján               | 0 - 1     | Deportivo Español   | Municipal de la Ciudad de Luján | 5 de noviembre | 15:00    |
| Atlas               | 0 - 1     | Sportivo Italiano   | Ricardo Puga                    | 5 de noviembre | 15:00    |
| Real Pilar          | 2 - 1     | Excursionistas      | Carlos Barraza                  | 6 de noviembre | 15:00    |
| General Lamadrid    | 0 - 0     | Central Córdoba (R) | Enrique Sexto                   | 6 de noviembre | 15:00    |
| Dock Sud            | 1 - 4     | Argentino de Merlo  | De los Inmigrantes              | 7 de noviembre | 15:00    |
| Deportivo Laferrere | 0 - 2     | Leandro N. Alem     | Ciudad de Laferrere             | 7 de noviembre | 15:00    |
| Ferrocarril Midland | 2 - 1     | El Porvenir         | Ciudad de Libertad              | 7 de noviembre | 20:00    |
| Libre: Ituzaingó    |           |                     |                                 |                |          |

| Fecha 19                 | Fecha 19  | Fecha 19            | Fecha 19              | Fecha 19        | Fecha 19 |
| Local                    | Resultado | Visitante           | Estadio               | Fecha           | Hora     |
| ------------------------ | --------- | ------------------- | --------------------- | --------------- | -------- |
| El Porvenir              | 0 - 1     | Luján               | Gildo Ghersinich      | 11 de noviembre | 15:30    |
| San Martín (B)           | 1 - 2     | Atlas               | Francisco Boga        | 11 de noviembre | 15:30    |
| Leandro N. Alem          | 1 - 2     | Claypole            | Leandro N. Alem       | 11 de noviembre | 15:30    |
| Sportivo Italiano        | 4 - 0     | Ferrocarril Midland | República de Italia   | 12 de noviembre | 15:00    |
| Central Córdoba (R)      | 3 - 1     | Victoriano Arenas   | Gabino Sosa           | 12 de noviembre | 15:00    |
| Berazategui              | 1 - 0     | Real Pilar          | El Viaducto           | 12 de noviembre | 15:00    |
| Argentino de Merlo       | 3 - 1     | Deportivo Laferrere | Merlo                 | 12 de noviembre | 15:00    |
| Ituzaingó                | 1 - 0     | Dock Sud            | Carlos Alberto Sacaan | 12 de noviembre | 15:00    |
| Excursionistas           | 3 - 1     | General Lamadrid    | Excursionistas        | 12 de noviembre | 15:00    |
| Libre: Deportivo Español |           |                     |                       |                 |          |

1. ↑  Suspendido debido a la clausura del estadio.[3] Se jugó en el estadio Enrique Sexto, el 19 de agosto a partir de las 13:30.
2. ↑  Suspendidos por las inclemencias climáticas. Se disputaron el 14 de septiembre, a la misma hora.

## Final
Se disputó a doble partido entre Dock Sud, ganador del Torneo Apertura, y Berazategui del Clausura. El primero fue local en el segundo enfrentamiento por haber obtenido mejor ubicación en la tabla general.
El vencedor se consagró campeón y logró el primer ascenso. El perdedor pasó a las Semifinales del Torneo reducido por el segundo ascenso.
| Partidos                                                | Partidos  | Partidos    | Partidos                     | Partidos        | Partidos |
| Local                                                   | Resultado | Visitante   | Estadio                      | Fecha           | Hora     |
| ------------------------------------------------------- | --------- | ----------- | ---------------------------- | --------------- | -------- |
| Berazategui                                             | 0 - 0     | Dock Sud    | Centenario Ciudad de Quilmes | 20 de noviembre | 17:00    |
| Dock Sud                                                | 2 - 0     | Berazategui | De los Inmigrantes           | 28 de noviembre | 17:00    |
| Dock Sud se consagró campeón y ascendió a la Primera B. |           |             |                              |                 |          |

## Tabla general de posiciones
Es la sumatoria de ambas fases, Apertura y Clausura. Se utilizó para establecer los clasificados al Torneo reducido por el segundo ascenso y a la Copa Argentina 2022.
| Pos. | Equipo              | Pts. | PJ | PG | PE | PP | GF | GC | Dif. |
| ---- | ------------------- | ---- | -- | -- | -- | -- | -- | -- | ---- |
| 1.º  | Ituzaingó           | 64   | 36 | 17 | 13 | 6  | 43 | 31 | 12   |
| 2.º  | Dock Sud            | 63   | 36 | 18 | 9  | 9  | 41 | 31 | 10   |
| 3.º  | Central Córdoba (R) | 61   | 36 | 15 | 16 | 5  | 29 | 19 | 10   |
| 4.º  | Deportivo Laferrere | 58   | 36 | 15 | 13 | 8  | 50 | 41 | 9    |
| 5.º  | Berazategui         | 55   | 36 | 15 | 10 | 11 | 51 | 42 | 9    |
| 6.º  | Argentino de Merlo  | 54   | 36 | 14 | 12 | 10 | 62 | 49 | 13   |
| 7.º  | Sportivo Italiano   | 54   | 36 | 12 | 18 | 6  | 47 | 35 | 12   |
| 8.º  | Excursionistas      | 54   | 36 | 15 | 9  | 12 | 52 | 44 | 8    |
| 9.º  | Real Pilar          | 50   | 36 | 11 | 17 | 8  | 38 | 25 | 13   |
| 10.º | Deportivo Español   | 49   | 36 | 13 | 10 | 13 | 32 | 31 | 1    |
| 11.º | Atlas               | 47   | 36 | 10 | 17 | 9  | 43 | 41 | 2    |
| 12.º | Luján               | 44   | 36 | 9  | 17 | 10 | 34 | 32 | 2    |
| 13.º | Claypole            | 43   | 36 | 9  | 16 | 11 | 30 | 35 | −5   |
| 14.º | General Lamadrid    | 42   | 36 | 10 | 12 | 14 | 30 | 41 | −11  |
| 15.º | San Martín (B)      | 40   | 36 | 9  | 13 | 14 | 38 | 49 | −11  |
| 16.º | Ferrocarril Midland | 36   | 36 | 9  | 9  | 18 | 34 | 46 | −12  |
| 17.º | Victoriano Arenas   | 35   | 36 | 8  | 11 | 17 | 45 | 56 | −11  |
| 18.º | Leandro N. Alem     | 30   | 36 | 6  | 12 | 18 | 20 | 48 | −28  |
| 19.º | El Porvenir         | 27   | 36 | 7  | 6  | 23 | 25 | 48 | −23  |

|  | Clasificados al torneo reducido por el segundo ascenso, y a la Copa Argentina 2022. |
|  | Ganador del Torneo Apertura y clasificado a la Copa Argentina 2022.                 |
|  | Ganador del Torneo Clausura.                                                        |
|  | Clasificados al torneo reducido por el segundo ascenso.                             |

## Torneo reducido por el segundo ascenso
Se disputa por eliminación directa, en tres etapas (primera fase, semifinales y final). Tiene siete participantes: los seis mejor ubicados en la tabla general, excluyendo a ambos finalistas del torneo, y el perdedor del partido final entre ellos.

### Cuadro de desarrollo
|  | Primera fase         | Primera fase         | Primera fase         |                    |   | Semifinales         | Semifinales         | Semifinales         | Semifinales         | Semifinales         |  |   | Final                | Final                | Final                | Final                | Final                |  |
|  | 20 y 21 de noviembre | 20 y 21 de noviembre | 20 y 21 de noviembre |                    |   | 3 al 8 de diciembre | 3 al 8 de diciembre | 3 al 8 de diciembre | 3 al 8 de diciembre | 3 al 8 de diciembre |  |   | 13 y 18 de diciembre | 13 y 18 de diciembre | 13 y 18 de diciembre | 13 y 18 de diciembre | 13 y 18 de diciembre |  |
|  |                      |                      |                      |                    |   |                     |                     |                     |                     |                     |  |   |                      |                      |                      |                      |                      |  |
|  |                      |                      |                      |                    |   |                     |                     |                     |                     |                     |  |   |                      |                      |                      |                      |                      |  |
|  | 1                    | Ituzaingó            | 1                    |                    |   |                     |                     |                     |                     |                     |  |   |                      |                      |                      |                      |                      |  |
|  | 1                    | Ituzaingó            | 1                    |                    |   |                     |                     |                     |                     |                     |  |   |                      |                      |                      |                      |                      |  |
|  | 6                    | Excursionistas       | 0                    |                    |   |                     |                     |                     |                     |                     |  |   |                      |                      |                      |                      |                      |  |
|  | 6                    | Excursionistas       | 0                    |                    | 1 | Ituzaingó           | 0                   | 2                   | 2                   |                     |  |   |                      |                      |                      |                      |                      |  |
|  |                      |                      |                      |                    | 1 | Ituzaingó           | 0                   | 2                   | 2                   |                     |  |   |                      |                      |                      |                      |                      |  |
|  |                      |                      | 4                    | Sportivo Italiano  | 0 | 1                   | 1                   |                     |                     |                     |  |   |                      |                      |                      |                      |                      |  |
|  | 2                    | Central Córdoba (R)  | 4                    | Sportivo Italiano  | 0 | 1                   | 1                   | 0                   |                     |                     |  |   |                      |                      |                      |                      |                      |  |
|  | 2                    | Central Córdoba (R)  |                      |                    |   |                     |                     |                     |                     |                     |  |   |                      |                      |                      |                      |                      |  |
|  | 5                    | Sportivo Italiano    | 2                    |                    |   |                     |                     |                     |                     |                     |  |   |                      |                      |                      |                      |                      |  |
|  | 5                    | Sportivo Italiano    | 2                    |                    |   |                     |                     |                     |                     |                     |  | 1 | Ituzaingó            | 0                    | 2                    | 2 (4)                |                      |  |
|  |                      |                      |                      |                    |   |                     |                     |                     |                     |                     |  | 1 | Ituzaingó            | 0                    | 2                    | 2 (4)                |                      |  |
|  |                      |                      | 2                    | Argentino de Merlo | 2 | 0                   | 2 (2)               |                     |                     |                     |  |   |                      |                      |                      |                      |                      |  |
|  |                      |                      | 2                    | Argentino de Merlo | 2 | 0                   | 2 (2)               |                     |                     |                     |  |   |                      |                      |                      |                      |                      |  |
|  |                      |                      |                      |                    |   |                     |                     |                     |                     |                     |  |   |                      |                      |                      |                      |                      |  |
|  |                      |                      |                      |                    |   |                     |                     |                     |                     |                     |  |   |                      |                      |                      |                      |                      |  |
|  |                      | 2                    | Berazategui          | 0                  | 0 | 0                   |                     |                     |                     |                     |  |   |                      |                      |                      |                      |                      |  |
|  |                      |                      |                      | 0                  | 0 | 0                   |                     |                     |                     |                     |  |   |                      |                      |                      |                      |                      |  |
|  |                      |                      | 3                    | Argentino de Merlo | 1 | 0                   | 1                   |                     |                     |                     |  |   |                      |                      |                      |                      |                      |  |
|  | 3                    | Deportivo Laferrere  | 3                    | Argentino de Merlo | 1 | 0                   | 1                   | 0 (1)               |                     |                     |  |   |                      |                      |                      |                      |                      |  |
|  | 3                    | Deportivo Laferrere  |                      |                    |   |                     |                     |                     |                     |                     |  |   |                      |                      |                      |                      |                      |  |
|  | 4                    | Argentino de Merlo   | 0 (3)                |                    |   |                     |                     |                     |                     |                     |  |   |                      |                      |                      |                      |                      |  |
|  | 4                    | Argentino de Merlo   | 0 (3)                |                    |   |                     |                     |                     |                     |                     |  |   |                      |                      |                      |                      |                      |  |
|  |                      |                      |                      |                    |   |                     |                     |                     |                     |                     |  |   |                      |                      |                      |                      |                      |  |

### Primera fase
La jugaron los seis equipos mejor ubicados en la tabla general, excluyendo a ambos finalistas. Se enfrentaron los que ocuparon las tres primeras posiciones con los tres restantes (el 1.º con el 6.º, el 2.º con el 5.º y el 3.º con el 4.º), a un solo partido, en la cancha del mejor ubicado en la tabla general. En caso de empate se definió mediante tiros desde el punto penal. Los ganadores pasaron a las semifinales.

#### Partidos
| 20 de noviembre, 17:00 | Ituzaingó | 1:0 (1:0) | Excursionistas | Estadio Carlos Alberto Sacaan, Ituzaingó |  |
|                        |           | Reporte   |                |                                          |  |

| 20 de noviembre, 17:00 | Deportivo Laferrere | 0:0 (1:3 p.) | Argentino de Merlo | Estadio Ciudad de Laferrere, Laferrere |  |
|                        |                     | Reporte      |                    |                                        |  |

| 21 de noviembre, 17:00 | Central Córdoba (R) | 0:2 (0:0) | Sportivo Italiano | Estadio Gabino Sosa, Rosario |  |
|                        |                     | Reporte   |                   |                              |  |

### Semifinales
Las jugaron los ganadores de la Primera fase y el perdedor de la final por el título. Se enfrentarán a dos partidos los que ocuparon las primeras posiciones en la tabla general con los dos restantes (el 1.º con el 4.º y el 2.º con el 3.º), siendo locales en el segundo partido los mejor ubicados. En caso de empate en puntos y goles al término de la serie se apelará a los tiros  desde  el  punto  penal. Los ganadores pasaron a la final.
| 3 de diciembre, 20:00 | Argentino de Merlo | 1:0 (0:0) | Berazategui | Estadio de Argentino, Merlo |  |
|                       | Angelini 48'       | Reporte   |             |                             |  |

| 8 de diciembre, 17:00 | Berazategui | 0:0     | Argentino de Merlo | Estadio Norman Lee, Berazategui |  |
|                       |             | Reporte |                    |                                 |  |

| 3 de diciembre, 21:00 | Sportivo Italiano | 0:0     | Ituzaingó | Estadio República de Italia, Ciudad Evita |  |
|                       |                   | Reporte |           |                                           |  |

| 8 de diciembre, 20:00 | Ituzaingó                 | 2:1 (0:0) | Sportivo Italiano | Estadio Carlos Alberto Sacaan, Ituzaingó |  |
|                       | Mantovani 59' · Soria 82' | Reporte   | Vico 74'          |                                          |  |

### Final
La jugaron los ganadores de las Semifinales, a dos partidos. El mejor ubicado será local en el segundo. En caso de empate en puntos y goles al término de la serie se apelará a los tiros  desde  el  punto  penal. El ganador obtuvo el segundo ascenso.
| 13 de diciembre, 21:00 | Argentino de Merlo             | 2:0 (1:0) | Ituzaingó | Estadio de Argentino, Merlo      |                                  |
|                        | Nebot 17' (a.g.) · Coselli 76' | Reporte   |           | Árbitro(s): Alejandro Porticella | Árbitro(s): Alejandro Porticella |

| 18 de diciembre, 20:00             | Ituzaingó                 | 2:0 (0:0) (4:2 p.) | Argentino de Merlo | Estadio Carlos Alberto Sacaan, Ituzaingó |                             |
|                                    | Moreira 81' · Soria 90+3' | Reporte            |                    | Árbitro(s): Javier Delbarba              | Árbitro(s): Javier Delbarba |
| Ituzaingó ascendió a la Primera B. |                           |                    |                    |                                          |                             |

## Goleadores
| Jugador               | Equipo              | Goles |
| --------------------- | ------------------- | ----- |
| Alcides Miranda       | Ituzaingó           | 16    |
| Gustavo Fernández     | Deportivo Laferrere | 15    |
| Matías Coselli        | Argentino de Merlo  | 11    |
| Juan Bautista Arricau | Real Pilar          | 11    |
| Lucas Vico            | Sportivo Italiano   | 11    |